# 24643 MacCready
24643 MacCready (1984 SS) là một tiểu hành tinh bay qua Sao Hỏa được phát hiện ngày 28 tháng 9 năm 1984 bởi C. S. Shoemaker và E. M. Shoemaker ở Palomar.